# Паклинское сельское поселение
Па́клинское се́льское поселе́ние — муниципальное образование в Осинском районе Пермского края Российской Федерации.
Административный центр — деревня Пакли.

## Символика
Решением Совета депутатов Паклинского сельского поселения Осинского района Пермского края от 30 мая 2012 года № 29 «Об утверждении Положений о Гербе и о Флаге Паклинского сельского поселения» был утверждён герб и флаг Паклинского сельского поселения. Герб внесён в Государственный геральдический регистр РФ под № 7814. Флаг внесён в Государственный геральдический регистр под № 7815.
Решением Совета депутатов Паклинского сельского поселения от 4 июня 2012 года № 30 «О внесении изменений и дополнений в Положение о Гербе Паклинского сельского поселения, утверждённое решением Совета депутатов от 30.05.2012 № 29» было утверждено новое толкование герба.
Описание герба: «В четверочастном лазоревом и червленом поле геральдическая роза, сопровождаемая по сторонам четырьмя такими же меньшими: двумя в пояс и двумя в столб».
Толкование герба в новой редакции:
- Основная фигура герба — геральдическая роза. В геральдике роза — символ весны и красоты и посвящена Деве Марии. Роза — символ любви и преданности жителей поселения к своей малой Родине, роза в гербе указывает на возрождение утраченных традиций и преемственность поколений;
- лазоревый цвет в гербовом поле означает принадлежность поселения территории Осинского района, лазурь — символ перспективы, будущности, неба. В то же время лазурь символизирует чистые воды Паклинского залива — части главной реки Пермского края — Камы;
- червлень — символ труда, величия и праздника;
- золото — символ богатства, достатка, воли и постоянства.

Описание флага: «Прямоугольное полотнище с отношением ширины к длине 2:3, разделенное на четыре равновеликие части: две голубые (вверху у древка и внизу у свободного края) и две красные, и воспроизводящее композицию из герба Паклинского сельского поселения, выполненную в желтом цвете».

## История
Статус и границы сельского поселения установлены Законом Пермской области от 10 ноября 2004 года № 1717-348 «Об утверждении границ и о наделении статусом муниципальных образований Осинского района Пермской области»

## Население
| 2010  | 2012  | 2013  | 2014  | 2015  | 2016  | 2017  |
| ----- | ----- | ----- | ----- | ----- | ----- | ----- |
| 1096  | ↘1084 | ↗1099 | ↗1114 | ↘1109 | ↘1084 | ↘1037 |
| 2018  | 2019  |       |       |       |       |       |
| ↘1025 | ↗1037 |       |       |       |       |       |

По данным переписи 2010 года численность населения составляла 1096 человек, в том числе 542 мужчины и 554 женщины.

## Состав сельского поселения
| №  | Населённый пункт | Тип населённого пункта          | Население |
| -- | ---------------- | ------------------------------- | --------- |
| 1  | Десяткова        | деревня                         | 6         |
| 2  | Заготзерно       | посёлок                         | 59        |
| 3  | Красные Горки    | деревня                         | 6         |
| 4  | Нефтебаза        | посёлок                         | 57        |
| 5  | Новоромашково    | деревня                         | 31        |
| 6  | Пакли            | деревня, административный центр | 347       |
| 7  | Пермякова        | деревня                         | 395       |
| 8  | Сосновый Бор     | деревня                         | 10        |
| 9  | Субботина        | деревня                         | 53        |
| 10 | Устиново         | село                            | 124       |
| 11 | Щелкановка       | деревня                         | 8         |